# Oręż (heraldyka)
Oręż (uzbrojenie) – w heraldyce zbiorcza nazwa elementów anatomicznych zwierząt herbowych używanych do walki, polowania oraz obrony. Mianem tym określa się:
- Szpony i dziób ptaków
- Rogi i kopyta parzystokopytnych
- Kopyta nieparzystokopytnych
- Pazury kotowatych itp.

oraz
- Płetwy i ogony ryb i ssaków morskich.

Reguły heraldyki określają barwę uzbrojenia zwierząt heraldycznych w zależności od ich barwy i barwy pola (tła). Nie są one ściśle przestrzegane, ale występują w większości herbów, gdyż w zgodzie z zasadą alternacji zalecają najbardziej kontrastowe zestawienia, co jest ważne dla herbu jako graficznego znaku identyfikacyjnego. W przypadku uzbrojenia zgodnego z regułami jego barwę często pomija się przy blazonowaniu (opisie) herbu.
Nie należy mylić heraldycznego oręża zwierząt z bronią trzymaną przez nie w danym herbie. Tego typu przedmioty (miecze, topory itp.) nie podlegają tym regułom, choć często z przyczyn praktycznych (kontrast barw herbu) także je stosują.
| # | barwa zwierzęcia | barwa pola           | barwa oręża          | przykład |
| - | ---------------- | -------------------- | -------------------- | -------- |
| 1 | złote            | czerwone             | błękitne             |          |
| 2 | złote            | każde inne           | srebrne lub czerwone |          |
| 3 | srebrne          | błękitne albo czarne | czerwone             |          |
| 4 | srebrne          | każde inne           | złote                |          |
| 5 | czerwone         | złote                | błękitne             |          |
| 6 | każde inne       | złote                | czerwone             |          |
| 7 | czerwone         | srebrne              | błękitne             |          |
| 8 | każde inne       | srebrne              | czerwone             |          |